# Віїле-Жакулуй
Віїле-Жакулуй (рум. Viile Jacului) — село у повіті Селаж в Румунії. Входить до складу комуни Кряка.
Село розташоване на відстані 379 км на північний захід від Бухареста, 8 км на схід від Залеу, 54 км на північний захід від Клуж-Напоки.

## Населення
За даними перепису населення 2002 року у селі проживали 20 осіб, з них 19 осіб (95,0%) румунів. Рідною мовою 19 осіб (95,0%) назвали румунську.